# Voetbalelftal van Bosnië en Herzegovina in 1996
Het Bosnisch voetbalelftal speelde in totaal zes officiële interlands in het jaar 1996, waaronder drie wedstrijden in de kwalificatiereeks voor de WK-eindronde 1998 in Frankrijk. De ploeg stond voor het tweede opeenvolgende jaar onder leiding van bondscoach Fuad Muzurović. Op de in 1993 geïntroduceerde FIFA-wereldranglijst maakte Bosnië zijn entree in mei 1996. De ploeg steeg in 1996 van de 171ste (mei 1996) naar de 152ste plaats (december 1996).

## Balans
| Wedstrijden | Wedstrijden | Wedstrijden | Wedstrijden | Doelpunten | Doelpunten | Doelpunten | Punten |
| Gespeeld    | Winst       | Gelijk      | Verlies     | Voor       | Tegen      | Saldo      | Punten |
| ----------- | ----------- | ----------- | ----------- | ---------- | ---------- | ---------- | ------ |
| 6           | 2           | 1           | 3           | 5          | 10         | –5         | 0.833  |

## Interlands
|                                                              |                                                         |       |                       |                                                                                                  |
| 21 april Vriendschappelijk officieus duel «onderlinge duels» | Paraguay                                                | 3 – 0 | Bosnië en Herzegovina | Estadio Defensores del Chaco, Asunción Toeschouwers: 8.000 Scheidsrechter: Óscar Velázquez (PAR) |
| 21 april Vriendschappelijk officieus duel «onderlinge duels» | Carlos Gamarra 21' Edgar Báez 53' Virgilio Ferreira 60' |       |                       | Estadio Defensores del Chaco, Asunción Toeschouwers: 8.000 Scheidsrechter: Óscar Velázquez (PAR) |

|                                                   |                       |       |         |                                                                                |
| 24 april Vriendschappelijk № 2 «onderlinge duels» | Bosnië en Herzegovina | 0 – 0 | Albanië | Bilino Polje, Zenica Toeschouwers: 6.120 Scheidsrechter: Dragutin Poljak (CRO) |
| 24 april Vriendschappelijk № 2 «onderlinge duels» |                       |       |         | Bilino Polje, Zenica Toeschouwers: 6.120 Scheidsrechter: Dragutin Poljak (CRO) |

|                                                    |                                                                     |       |                       |                                                                                                |
| 1 september WK-kwalificatie № 3 «onderlinge duels» | Griekenland                                                         | 3 – 0 | Bosnië en Herzegovina | Kalamata Metropolitan Stadion, Kalamáta Toeschouwers: 4.088 Scheidsrechter: Günter Benkö (AUT) |
| 1 september WK-kwalificatie № 3 «onderlinge duels» | Marinos Ouzounidis 41' Stratos Apostolakis 79' Demis Nikolaidis 84' |       |                       | Kalamata Metropolitan Stadion, Kalamáta Toeschouwers: 4.088 Scheidsrechter: Günter Benkö (AUT) |

|                                                  |                        |       |                                                                    |                                                                                         |
| 8 oktober WK-kwalificatie № 4 «onderlinge duels» | Bosnië en Herzegovina  | 1 – 4 | Kroatië                                                            | Stadio Renato Dall'Ara, Bologna Toeschouwers: 1.500 Scheidsrechter: Atanas Uzunov (BUL) |
| 8 oktober WK-kwalificatie № 4 «onderlinge duels» | Hasan Salihamidžić 25' |       | 13' Slaven Bilić 32' Goran Vlaović 64' Alen Bokšić 85' Alen Bokšić | Stadio Renato Dall'Ara, Bologna Toeschouwers: 1.500 Scheidsrechter: Atanas Uzunov (BUL) |

|                                                               |                                       |       |                   |                                                                                     |
| 6 november Vriendschappelijk № 5 «onderlinge duels» 13:30 uur | Bosnië en Herzegovina                 | 2 – 1 | Italië            | Stadion Koševo, Sarajevo Toeschouwers: 40.000 Scheidsrechter: Robert Sedlacek (AUT) |
| 6 november Vriendschappelijk № 5 «onderlinge duels» 13:30 uur | Hasan Salihamidžić 5' Elvir Bolić 43' |       | 11' Enrico Chiesa | Stadion Koševo, Sarajevo Toeschouwers: 40.000 Scheidsrechter: Robert Sedlacek (AUT) |

|                                                    |                           |       |                               |                                                                                          |
| 10 november WK-kwalificatie № 6 «onderlinge duels» | Slovenië                  | 1 – 2 | Bosnië en Herzegovina         | Stadion za Bežigradom, Ljubljana Toeschouwers: 3.200 Scheidsrechter: Charles Agius (MLT) |
| 10 november WK-kwalificatie № 6 «onderlinge duels» | Zlatko Zahovič 41' (pen.) |       | 5' Elvir Bolić 33' Meho Kodro | Stadion za Bežigradom, Ljubljana Toeschouwers: 3.200 Scheidsrechter: Charles Agius (MLT) |

|                                                      |             |       |                       |                                                                                         |
| 18 december Vriendschappelijk № 7 «onderlinge duels» | Brazilië    | 1 – 0 | Bosnië en Herzegovina | Estádio Vivaldo Lima, Manaus Toeschouwers: 48.000 Scheidsrechter: Sidrack Marinho (BRA) |
| 18 december Vriendschappelijk № 7 «onderlinge duels» | Ronaldo 67' |       |                       | Estádio Vivaldo Lima, Manaus Toeschouwers: 48.000 Scheidsrechter: Sidrack Marinho (BRA) |

## FIFA-wereldranglijst
| MEI | JUN | JUL | AUG | SEP | OKT | NOV | DEC |
| --- | --- | --- | --- | --- | --- | --- | --- |
| 171 | 171 | 171 | 172 | 173 | 170 | 152 | 152 |

## Statistieken
| Mirsad Dedić       | 1968-02-21 | FK Sarajevo         | 3 | 0 | 0 | 3 | 0 |
| Fahrudin Omerović  | 1961-08-26 | İstanbulspor        | 3 | 0 | 0 | 3 | 0 |
| Verdediging        |            |                     |   |   |   |   |   |
| Senad Begić        | 1969-10-10 | NK Čelik Zenica     | 5 | 1 | 0 | 7 | 0 |
| Muhamed Konjić     | 1970-05-14 | FC Zürich           | 5 | 0 | 0 | 6 | 0 |
| Suad Katana        | 1969-04-06 | RSC Anderlecht      | 3 | 0 | 0 | 3 | 0 |
| Nudžein Geca       | 1966-05-10 | NK Bosna Visoko     | 2 | 0 | 0 | 2 | 0 |
| Murat Jašarević    | 1969-03-18 | FSV Zwickau         | 2 | 0 | 0 | 2 | 0 |
| Sead Kapetanović   | 1972-01-21 | VfL Wolfsburg       | 1 | 2 | 0 | 3 | 0 |
| Sanjin Pintul      | 1970-11-18 | FK Željezničar      | 1 | 2 | 0 | 3 | 0 |
| Mirza Varešanović  | 1972-05-31 | Olympiakos Piraeus  | 1 | 1 | 0 | 2 | 0 |
| Mirsad Hibić       | 1973-10-11 | Sevilla FC          | 1 | 0 | 0 | 1 | 0 |
| Edin Ramčić        | 1970-08-01 | KAA Gent            | 1 | 0 | 0 | 1 | 0 |
| Vedin Musić        | 1973-03-11 | İstanbulspor        | 0 | 4 | 0 | 5 | 0 |
| Ekrem Bradaric     | 1969-07-12 | HNK Rijeka          | 0 | 1 | 0 | 1 | 0 |
| Halim Stupac       | 1968-02-21 | Jedinstvo Bihać     | 0 | 1 | 0 | 1 | 0 |
| Middenveld         |            |                     |   |   |   |   |   |
| Nermin Šabić       | 1973-12-21 | NK Osijek           | 5 | 1 | 0 | 6 | 0 |
| Hasan Salihamidžić | 1977-01-01 | Hamburger SV        | 4 | 0 | 2 | 4 | 2 |
| Bakir Beširević    | 1965-11-03 | NK Osijek           | 4 | 0 | 0 | 4 | 0 |
| Vlatko Glavaš      | 1962-09-02 | NK Osijek           | 4 | 0 | 0 | 4 | 0 |
| Sejad Halilović    | 1969-03-16 | Hapoel Beër Sjeva   | 2 | 1 | 0 | 3 | 0 |
| Mehmed Baždarević  | 1960-09-28 | Nîmes Olympique     | 2 | 0 | 0 | 2 | 0 |
| Admir Smajić       | 1963-09-07 | Young Boys Bern     | 2 | 0 | 0 | 2 | 0 |
| Enes Demirović     | 1972-06-13 | ND Gorica           | 1 | 0 | 0 | 2 | 0 |
| Ivica Jozić        | 1969-07-22 | KSV Waregem         | 1 | 0 | 0 | 1 | 0 |
| Amir Teljigović    | 1968-08-17 | Busan Daewoo Royals | 1 | 0 | 0 | 1 | 0 |
| Pavo Dadić         | 1969-06-28 | NK Čelik Zenica     | 0 | 3 | 0 | 3 | 0 |
| Sead Osmić         | 1970-01-01 | FK Radnički Lukavac | 0 | 1 | 0 | 1 | 0 |
| Fuad Šašivarević   | 1968-08-14 | HNK Segesta Sisak   | 0 | 1 | 0 | 1 | 0 |
| Admir Sušić        | 1969-12-15 | NK Čelik Zenica     | 0 | 1 | 0 | 1 | 0 |
| Aanval             |            |                     |   |   |   |   |   |
| Elvir Bolić        | 1971-10-10 | Fenerbahçe          | 5 | 0 | 2 | 5 | 2 |
| Elvir Baljić       | 1974-07-08 | Bursaspor           | 3 | 1 | 0 | 4 | 0 |
| Meho Kodro         | 1967-01-12 | CD Tenerife         | 3 | 0 | 1 | 3 | 1 |
| Asim Hrnjić        | 1964-02-15 | NK Čelik Zenica     | 1 | 0 | 0 | 2 | 0 |
| Senad Brkić        | 1969-09-03 | HNK Rijeka          | 0 | 2 | 0 | 2 | 0 |
| Almir Turković     | 1970-11-03 | FK Sarajevo         | 0 | 1 | 0 | 2 | 0 |

N/FS BiH · A-internationals · Bondscoaches · Statistieken · Bosnisch vrouwenelftal · Bosnië U23 · Bosnië U21 · Bosnië U19 · Bosnië U18 · Bosnië U17 · Bosnië U16
1995 – 1999 ·
2000 – 2009 ·
2010 – 2019 ·
2020 − 2029
WK 2014
1995 · 
1996 · 
1997 · 
1998 · 
1999 · 
2000 · 
2001 · 
2002 · 
2003 · 
2004 · 
2005 · 
2006 · 
2007 · 
2008 · 
2009 · 
2010 · 
2011 · 
2012 · 
2013 · 
2014 · 
2015 · 
2016 · 
2017 · 
2018 ·
2019 ·
2020 ·
2021 ·
2022 ·
2023 ·
2024
Albanië ·
Algerije ·
Andorra ·
Argentinië ·
Armenië ·
Azerbeidzjan ·
Bahrein ·
Bangladesh ·
België ·
Brazilië · 
Bulgarije ·
Chili ·
China ·
Costa Rica ·
Cyprus ·
Denemarken ·
Duitsland ·
Egypte ·
Engeland ·
Estland ·
Faeröer ·
Finland ·
Frankrijk ·
Georgië ·
Ghana ·
Gibraltar ·
Griekenland ·
Hongarije ·
Ierland · 
IJsland ·
Indonesië ·
Iran ·
Israël ·
Italië ·
Ivoorkust ·
Japan ·
Joegoslavië · 
Jordanië ·
Kazachstan ·
Koeweit ·
Kroatië ·
Letland ·
Liechtenstein ·
Litouwen ·
Luxemburg ·
Maleisië ·
Malta ·
Mexico ·
Moldavië ·
Montenegro ·
Nederland ·
Nigeria ·
Noord-Ierland ·
Noord-Macedonië ·
Noorwegen ·
Oekraïne ·
Oezbekistan ·
Oman ·
Oostenrijk ·
Paraguay ·
Polen ·
Portugal ·
Qatar ·
Roemenië ·
San Marino ·
Schotland ·
Senegal ·
Servië en Montenegro ·
Slovenië ·
Slowakije ·
Spanje ·
Tsjechië ·
Tunesië · 
Turkije ·
Verenigde Staten · 
Vietnam ·
Wales ·
Wit-Rusland ·
Zimbabwe ·
Zuid-Korea ·
Zweden ·
Zwitserland
Argentinië (2014) ·
Iran (2014) ·
Nigeria (2014)